# Havannai Egyetem
A Havannai Egyetem (Universidad de la Habana) Kuba és a karib-térség legrégibb, s egyben az amerikai kontinens egyik legrégibb egyeteme. 1721. szeptember 21-én alapította V. Fülöp spanyol király és XII. Ince pápa. Eredeti neve Havannai Szent Jeromos Királyi és Pápai Egyeteme (Real y Pontificia Universidad de San Gerónimo de la Habana).
1842-ben az egyetem világivá vált, neve akkor Havannai Királyi és Irodalmi Egyetem (Real y Literaria Universidad de La Habana) lett, majd a "Királyi" előtag megszűnt 1902-ben, mikor Kuba függetlenné vált Spanyolországtól. Jelenlegi neve egyszerűen Havannai Egyetem (Universidad de la Habana).
Helye eredetileg Havanna régi központjában, a mai Ó-Havanna kerületben volt, innen került át mai helyszínére, Vedado kerületbe 1902. május 1-jén.
A Havannai Egyetemen jelenleg 15 kar működik:
- Biológiai Kar
- Filozófiai és Történettudományi Kar
- Fizikai Kar
- Földrajzi Kar
- Gyógyszerészeti Kar
- Idegen Nyelvek Kara
- Jogi Kar
- Kommunikációs Kar
- Közgazdasági Kar
- Matematikai és Informatikai Kar
- Művészeti és Bölcsészeti Kar
- Pénzügyi és Számviteli Kar
- Pszichológiai Kar
- Távoktatási Kar
- Vegyészeti Kar